# Школа-коммуна
Школы-коммуны — учебно-воспитательные заведения интернатного типа, появившиеся в 1918 году в РСФСР в соответствии с «Положением о единой трудовой школе РСФСР». В основном входили в систему опытно-показательных учреждений (ОПУ) Наркомпросов республик, на практике разрабатывая советскую педагогику и идею трудовой школы.
Были школы-коммуны 1-й ступени (4-7 лет обучения) и 2-й ступени (9 лет обучения). Иногда при них имелись детский сад и профшкола. В школы-коммуны принимались дети красноармейцев, бедняков, ставшие сиротами и др., которые жили на полном государственном обеспечении, находясь в школе весь год. Школы-коммуны располагались в основном в сельской местности. Они могли иметь земельные участки, сельскохозяйственный инвентарь, скот, учебно-производственные мастерские. Согласно «Казахстан. Национальная энциклопедия», школы-коммуны хорошо подходят для кочевых и полукочевых народов.
В 1923 году насчитывалось 178 школ-коммун. К началу 1930-х годов школы-коммуны почти все были преобразованы в школы колхозной молодёжи и обычные школы. Среди лучших были школы-коммуны: им. П. Н. Лепешинского в Москве, им. К. Либкнехта в посёлке Луначарское под Ташкентом, им. Октябрьской революции в Одессе, Знаменская в Вятской губернии и др.

## В культуре
В школе-коммуне для трудновоспитуемых подростков происходит действие повести Г. Белых и Л. Пантелеева «Республика ШКИД» (1926).
О создании в 1918 году П. Н. Лепешинским «Первой советской опытно-показательной школы-коммуны» в 1987 году снят художественный фильм «Нетерпение души».